# Корвин-Милевский, Ипполит Оскарович
Ипполит Оскарович Корвин-Милевский (26 июля (6 августа) 1848, Друскининкай Гродненского уезда, Гродненская губерния, Российская империя — 11 февраля 1932, Познань, Польша) — польско-белорусский общественно-политический деятель, публицист, доктор права. «Краёвец».

## Происхождение и семья
Родился 26 июля (6 августа) 1848 г. в католической дворянской семье графа Оскара Ипполитовича Корвин-Милевского (1818—1906) герба Корвин и его жены Вероники Игнатьевны Ланевской-Волк (1823—1891) герба «Две трубы» (из Бобруйского уезда). Полное имя, данное при крещении в католичество было «Ипполит-Ян». Отец Ипполита получил титул графа от папы римского в 1876 году.
У Ипполита была ещё сестра Мария (Мария-Оливия) Оскаровна Корвин-Милевская (1847—1934), которая вышла замуж за Шимона Мейштовича, и брат граф Игнат Оскарович Корвин-Милевский (1846—1926), собственник (по наследству) значительного имения Геранёны (Виленская губерния), коллекционер искусства и известный меценат. Ипполит имел также младшего брата Оскара Оскаровича Корвин-Милевского, который умер в младенчестве:21.
Сам граф Ипполит Оскарович Корвин-Милевский по имущественному расчёту (что, как сам отмечает в мемуарах, было традиционным в те времена) женился в 1888 г. на Казимире Александровне Галынской, дворянке-католичке, дочери Александра Станиславовича Галынского, бывшего Климовичского уездного предводителя и состоятельного землевладельца Могилевской губернии, и его жены графини Кунегунды Плятер:135. Семья детей не имела, поскольку Казимира Галынская была бездетной. Свою жену Ипполит называл «коренной белорусской», так как её род был из числа коренных в Мстиславском воеводстве Великого Княжества Литовского и Могилевской губернии Российской империи:135.
О своей собственной генеалогии Ипполит говорил, что точно знал своё происхождение только от Доминика Корвин-Милевского, шляхтича середины XVIII века из Случчины (Новогрудское воеводство), чьи предки, вероятно, приехали на службу к князьям Радзивиллам в Польское Королевство:8. А о происхождении своей матери писал, что её род идёт от Самуэля Ланевского-Волка шляхтича-кальвиниста XVIII в. из Витебского воеводства:8.

## Образование
Детство, начиная с 1856 года, провёл в Париже, где с 1857 на родительские средства воспитывался в частном пансионе, поэтому прекрасно знал французский язык:22, 25. Родители отправили его в Париж, чтобы поправить здоровье и скрыть от российских властей, так как на родине разворачивалось преследование многих нелояльных дворян-католиков. Позже в своих мемуарах он отметил, что решение родителей воспитывать его во французском пансионе оказалось вредным, потому что не позволило ему ещё в  детстве получить местные привычки и представления, а навязывало ему французские. Он признавал, что французское воспитание часто мешало взаимопониманию с местными католическими дворянами Литвы и Беларуси и в итоге привело к краху многих его политических начинаний. Он считал, что отправлять детей учиться за границу нужно только в студенческую пору (в 18-20 лет), а первое воспитание и образование дети должны получать на родине, чтобы сформировать основы психики в родной среде:354-355.
В 1868 году окончил Дерптский университет и имел французскую степень доктора права. В целях образования и расширения кругозора совершил путешествие в Африку (Тунис, Алжир, Египет и др.), что было модным среди дворян в те времена:360. Хорошо владел (кроме родного польского языка) также русским, белорусским и литовским языками.

## Государственная и хозяйственная деятельность
Служил в Кассационной палате Сената Российской империи.
С 1877 года жил в родовом имении Лаздуны (села Лаздуны и Лугомовичи) в Ошмянском уезде (Виленская губерния). Получив это имение от отца и за короткое время превратил его в образцовое хозяйство. В имении Лаздуны имелся прекрасный усадебно-парковый ансамбль. Был способным агрономом и членом Совета Виленского общества сельского хозяйства. Как представитель консервативно настроенных католических землевладельцев Беларуси и Литвы, поддерживал так называемых лоялистов, «соглашательское» («ugodowy») направление в местном общественном движении литовско-белорусских губерний.
Основал в Вильне газету «Kurier Litewski» («Литовский курьер»), с 1 сентября по 1 декабря 1905 года был её собственником. Принадлежал к либерально-консервативному направлению «краёвцев». Поддерживал идею конституционного ограничения российского самодержавия, выступал за расширение прав представительных органов власти, за введение земств в Беларуси и Литве. Подчеркивал своеобразие интересов местных, «краевых поляков», был одним из руководителей краевцев либерально-консервативного направления.
В 1906 году был избран депутатом (1906—1909) от Виленской губернии в Государственный Совет Российской империи, входил в так называемый «Центр», однако по вопросам отношения к революционного движения, радикальной аграрной реформы, всеобщего избирательного права и другим солидаризировался с «правыми».
Участвовал 17-18 июня (1-2 июля) 1907 года в Вильно на съезде землевладельцев шести «северо-западных» (белорусско-литовских) губерний, который принял решение о создании «Краевой партии Литвы и Беларуси» и утвердил программу новой партии. Как член этой партии был одним из трех представителей фракции этой партии в Государственном Совете Российской империи.
В 1909 году повторно избран депутатом (1909—1910) от Виленской губернии в Государственный Совет Российской империи на новый срок, входил в так называемый «Центр». В 1910 году в знак протеста против политического курса Петра Столыпина оставил Государственный Совет Российской империи.
Вместе с братом оказывал финансовую поддержку восстановлению Польского театра в Вильнюсе (Театр на Погулянке). С 1911 года вместо идей «краёвости» начал поддерживать идеи Польской национально-демократической партии и считал необходимым распространение польского языка и культуры среди белорусов для приобщения к ценностям «западной цивилизации». В 1913 году высказал в прессе идею, что белорусскоязычная газета «Наша Нива» финансируется российским правительством и поэтому её деятельность имеет целью русификацию литовско-белорусских губерний, за это его критиковал Янка Купала.
В 1915 году уехал в Париж. На страницах французского печати выступал с идеей федерации Польши и литовско-белорусского края. В 1918 г. отказался от идей Польской национально-демократической партии и стал приверженцем идей группировки т. н. «Виленских консерваторов», а в 1919 г. стал автором официального меморандума «виленских консерваторов» о государственной унии (федерации) Польши и литовско-белорусского края:372.
С 1919 года находился в родовом имении Лаздуны, который как и территория Западной Белоруссии, по решению Рижского мирного договора (1921 года) был в составе межвоенной Польши. Резко критиковал результаты Рижского мирного договора, хотя за Милевским сохранились все его имения. Отошёл от политики в 1919 г. и в деятельности «виленских консерваторов» больше не участвовал.